# كتاب العلوم

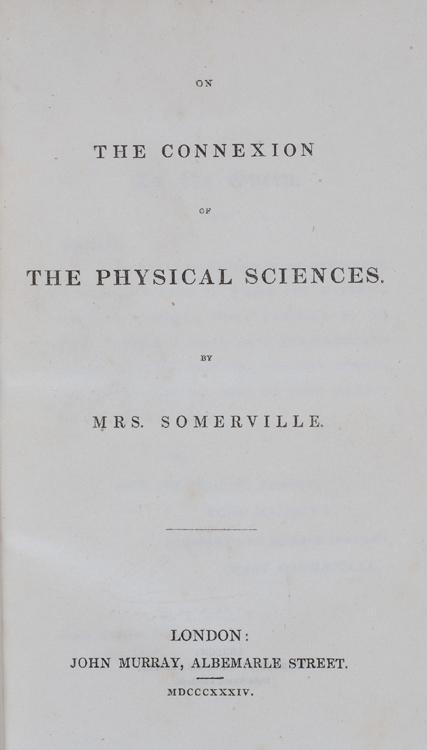

كتاب العلوم هو كتاب لاقصصي، غالبًا يكتبه عالم، باحث، أو أستاذ مثل ستيفن هاوكينغ (تاريخ موجز للزمن)، أو أحيانًا يكتبه غير العلماء على سبيل المثال بيل بريسون (تاريخ قصير من كل شيء تقريبًا). عادةً ما تكون هذه الكتب مكتوبة لجمهور واسع يفترض أن يكون لديه تعليم عام بدلاً من تدريب علمي محدد، على عكس الجمهور الضيق للغاية الذي سيحصل على ورقة علمية، وبالتالي يشار إليها باسم العلوم الشعبية. كما، فإنها تتطلب موهبة كبيرة من جانب المؤلف لشرح الموضوعات الصعبة بما فيه الكفاية للأشخاص الذين جديدين تمامًا لهذا الموضوع، ودمج جيد من القصّ والكتابة الفنية. في المملكة المتحدة، تعتبر جوائز الجمعية الملكية لكتب العلوم من أكثر الجوائز المرموقة للكتابة العلمية. في الولايات المتحدة، كانت جوائز الكتاب الوطني لفترة وجيزة فئة للكتابة العلمية في 1960، ولكن الآن لديهم فئات واسعة من الخيال والقصص.
هناك العديد من التخصصات الموّضحة جيدًا لتعليم الناس من خلال كتب العلوم. بعض الأمثلة تشمل كارل ساجان في علم الفلك، جاريد دايموند على الجيوغرافيا، ستيفن جاي جولد وريتشارد دوكينز عن البيولوجيا التطورية، ديفيد إيجلمان في علم الأعصاب، دونالد نورمان على سهولة الاستخدام وعلم النفس المعرفي، ستيفن بينكر، نعوم تشومسكي، وروبرت أرنستين على اللغويات والعلوم المعرفية، دونالد جوهانسون وروبرت آدري عن علم الإنسان القديم، وديزموند موريس في علم الحيوان والأنثروبولوجيا، وفولفيو ميليا على الثقوب السوداء.

## أمثلة بارزة
- أفضل العلوم الأمريكية وكتابة الطبيعة - سلسلة كتب.
- أفضل كتاب علوم أمريكية - سلسلة كتب.
- أفضل كتاب علوم على الإنترنت 2012 -أمريكا العلمية تعرض أكثر من خمسين مقالاً عبر الإنترنت.[2]
- العلوم الشعبية (المملكة المتحدة) - موقع إلكتروني على الكتب والمؤلفين [3]

## روابط خا رجية
- The Royal Society Winton Prize for Science Books